# 2831 Stevin
2831 Stevin este un asteroid din centura principală, descoperit pe 17 septembrie 1930, de Hendrik van Gent.